# Критик (фильм)
«Критик» (англ. The Critic) — британский исторический триллер режиссёра Ананда Такера. Сценаристом выступил Патрик Марбер, на основе романа Энтони Куинна «Curtain Call» 2015 года. Главные роли в фильме исполнили Иэн Маккеллен, Джемма Артертон и Марк Стронг. Премьера фильма состоялась 7 сентября 2023 года на Международном кинофестивале в Торонто. Широкий прокат в кинотеатрах Великобритании стартует 13 сентября 2024 года.

## Сюжет
Действие фильма разворачивается в Лондоне в 1934 году. Джимми Эрскин авторитетный театральный критик. Актриса Нина Лэнд решает завоевать его расположение. Когда Джимми оказывается под прицелом нового владельца газеты, Дэвида Брука, Нина оказывается втянутой в опасную паутину шантажа, обмана и убийства.

## В ролях
- Иэн Маккеллен — Джимми Эрскин
- Джемма Артертон — Нина Лэнд
- Марк Стронг — Дэвид Брук
- Лесли Мэнвилл — Аннабел Лэнд
- Ромола Гарай — Мадлен Фаревелл
- Бен Барнс — Стивен Уайли
- Альфред Энох — Том Тоннер
- Никеш Патель — Ферди Харвуд
- Джей Симпсон — Слайфилд
- Клэр Скиннер — Кора
- Ребекка Гетингс — Джоан

## Производство
В ноябре 2020 года стало известно, что Колин Ферт, Джемма Артертон, Саймон Рассел Бил и Паапа Эссиеду снимутся в фильме, который в то время назывался Curtain Call по роману-первоисточнику, а режиссёром выступит Ананд Такер, сценарий напишет Патрик Марбер. К февралю 2021 года ожидалось, что съёмки начнутся в конце того же года.
В июне 2022 года фильм получил название «Критик», а Ферт, Бил и Эссиду покинули проект. Было объявлено, что к Артертон присоединятся Иэн Маккеллен, Марк Стронг, Лесли Мэнвилл, Ромола Гарай, Бен Барнс и Альфред Энох. Производство началось в Лондоне.